# Roberto Herlitzka
Roberto Herlitzka, né le 2 octobre 1937 à Turin (royaume d'Italie) et mort le 31 juillet 2024 à Rome, est un acteur italien.

## Biographie

### Carrière
En Italie, Roberto Herlitzka joue autant au théâtre qu'au cinéma, et a été plusieurs fois récompensé pour son interprétation d'Aldo Moro dans Buongiorno, Notte. En France, on l'a particulièrement remarqué dans Le Fils préféré de Nicole Garcia, et dans Il est plus facile pour un chameau... de Valeria Bruni Tedeschi.

### Mort
Roberto Herlitzka meurt à Rome le 31 juillet 2024, à l'âge de 86 ans. Sa santé s'est dégradée après le décès de sa femme quelques mois plus tôt.

## Filmographie

### Au cinéma
- 1973 : Film d'amour et d'anarchie (Film d'amore e d'anarchia, ovvero 'stamattina alle 10 in via dei Fiori nella nota casa di tolleranza...') de Lina Wertmüller : Pautasso
- 1973 : La Villégiature (La villaggiatura) de Marco Leto : Guasco
- 1974 : L'Invention de Morel (L'invenzione di Morel) d'Emidio Greco
- 1975 : Pasqualino (Pasqualino Settebellezze) : le socialiste
- 1983 : Scherzo del destino in agguato dietro l'angolo come un brigante da strada : Dr. Crisafulli, secrétaire
- 1986 : Notte d'estate con profilo greco, occhi a mandorla e odore di basilico : Turi
- 1987 : Secondo Ponzio Pilato : Barabba
- 1987 : Les Yeux noirs (Oci ciornie) : l'avocat
- 1987 : Les Lunettes d'or (Gli Occhiali d'oro)
- 1988 : La maschera : Elia
- 1990 : Au nom du peuple souverain (Il nome del popolo scorano) : Giuseppe Gioacchino Belli
- 1990 : Tracce di vita amorosa
- 1991 : Marcellino : le précepteur
- 1994 : Le Rêve du papillon (Il sogno della farfalla) de Marco Bellocchio : le père
- 1994 : Le Fils préféré : Raphaël, le père
- 1996 : Intolerance : (segment Ottantanni di Intolerance)
- 1997 : Les Démons de Jésus : Raymond Piacentini
- 1997 : La Vie silencieuse de Marianna Ucria (Marianna Ucrìa) : Duca Pietro
- 1999 : Mille bornes : le père
- 1999 : Il corpo dell'anima : Ernesto
- 2000 : Il mnemonista : Professor L.
- 2001 : Quartetto : Paolo
- 2001 : L'ultima lezione : Federico Caffè
- 2003 : Il est plus facile pour un chameau... de Valeria Bruni Tedeschi : le père
- 2003 : Le intermittenze del cuore : Carlo
- 2003 : Buongiorno, notte : Aldo Moro
- 2003 : Assicurazione sulla vita : le vieil homme
- 2004 : De Reditu (Il ritorno) : Protadio
- 2006 : Voyage secret (Viaggio segreto) : le père Angelo
- 2008 : I demoni di San Pietroburgo : Pavlovic
- 2012 : La Belle Endormie (Bella addormentata) de Marco Bellocchio : le sénateur psychiatre
- 2013 : La grande bellezza de Paolo Sorrentino : le cardinal Bellucci
- 2015 : Sangue del mio sangue de Marco Bellocchio : Conte
- 2015 : Io, Arlecchino : Giovanni
- 2016 : Fais de beaux rêves (Fai bei sogni) de Marco Bellocchio : Ettore
- 2018 : Silvio et les Autres (Loro) de Paolo Sorrentino : Crepuscolo
- 2021 : Il bambino nascosto  de Roberto Andò

### À la télévision
- 1974 : Boezio e il suo re
- 1974 : Nucleo centrale investigativo (feuilleton)
- 1974 : Il Dipinto
- 1978 : L'Agente segreto (feuilleton)
- 1979 : In tre dentro un fondo di caffè
- 1980 : Episodi della vita di un uomo
- 1981 : La Chartreuse de Parme (La Certosa di Parma), téléfilm de Mauro Bolognini : Giletti
- 1982 : Parole e sangue
- 1992 : Seulement par amour Francesca (Il cielo non cade mai) (feuilleton) : Vittorio Brentano
- 1995 : La Piovra 7 - Indagine sulla morte del comissario Cattani (feuilleton) : Ninni Paradiso, l'artiste
- 1998 : Avvocati (série) : Guido Cardarelli
- 1999 : Una Sola debole voce (feuilleton) : Nicola Trimarchi
- 2007 : Graffio di tigre : Conte Innocenzi
- 2007 : Boris (série) : Orlando Serpentieri

## Récompenses et distinctions
- 2004 : Nastro d'Argento du meilleur acteur pour le film Buongiorno, Notte
- 2004 : David di Donatello du meilleur acteur dans un second rôle pour le film Buongiorno, Notte
- 2004 : Prix Vittorio Gassman du meilleur acteur de théâtre pour Lasciami andare madre (Permettez-moi mère), mis en scène par Lina Wertmüller